# 陰核小帯
陰核小帯（いんかくしょうたい、英: Clitoral frenulum）とは、陰核亀頭の裏側と陰核包皮の間を橋渡し状につないでいるもの。
しかし実質的には陰核亀頭と小陰唇の間をつないでいるように見えるものが多い。また陰茎小帯が1本であるのに対し、陰核小帯は2本ある。この違いは、出生児が仮性半陰陽等で外観上からは性別の判断が困難な際、性別判断の材料の一つとして重要視される。
陰核小帯と陰茎小帯を併せて包皮小帯ともいう。